# Jacques Charpentier
Jacques Charpentier (ur. 18 października 1933 w Paryżu, zm. 15 czerwca 2017 w Lézignan-Corbières) – francuski kompozytor i organista.

## Życiorys
Uczył się gry na fortepianie u Marii Cerati-Boutillier. W latach 1953–1954 mieszkał w Kalkucie, gdzie zapoznał się z tradycyjną muzyką indyjską. Po powrocie do Francji studiował w Konserwatorium Paryskim u Oliviera Messiaena (analiza i filozofia muzyczna) oraz Tony’ego Aubina (kompozycja). W 1954 roku objął posadę organisty w paryskim kościele Saint-Benoît d’Issy. Był działaczem Jeunesses Musicales de France. Pracował we francuskim ministerstwie kultury, gdzie w 1966 roku objął funkcję inspektora, a w 1975 roku inspektora generalnego muzyki. W latach 1979–1981 kierował ministerialnym departamentem muzyki, opery i baletu. Od 1974 roku był organistą w kościele Saint Nicolas du Chardonnet. W 1975 roku założył w opactwie Sénanque w departamencie Vaucluse centrum studiów nad chorałem gregoriańskim i muzyką tradycyjną. W 1982 roku otrzymał posadę dyrektora muzycznego miasta Nicei. 
Laureat nagrody im. Siergieja Kusewickiego (1966) i nagrody muzycznej miasta Paryża (1978). Komandor Orderu Narodowego Zasługi (2006) i komandor Legii Honorowej (2016).

## Twórczość
Początkowo tworzył w stylistyce zbliżonej do neoklasycyzmu, później znalazł się pod silnym wpływem Oliviera Messiaena, któremu był bliski pod względem zapatrywań artystycznych, religijnego charakteru twórczości muzycznej i zainteresowań muzyką indyjską. Problematyce muzyki indyjskiej poświęcił pracę Introduction à l’étude de la Musique de l’Inde.
W monumentalnym cyklu fortepianowym Études karnatiques, napisanym dla uczczenia 700. rocznicy śmierci Tomasza z Akwinu, eksploatował 72 siedmiostopniowe skale, oparte na różnych kombinacjach przebiegów interwałowych półtonów, traktując fortepian perkusyjnie i wykorzystując rezonans. Dźwięk fortepianu wykorzystany został tam do imitowania brzmienia instrumentów indyjskich, metalowych instrumentów perkusyjnych i dzwonów.

## Ważniejsze kompozycje
(na podstawie materiałów źródłowych)

### Utwory orkiestrowe
- Koncert skrzypcowy (1953)
- 8 symfonii (I Symphonie breve na smyczki 1958, II Sinfonia sacra na smyczki 1965, III Shiva Nataraja 1968, IV Brasil 1973, V Et l’imaginaire se mit à danser 1977, VI na organy i orkiestrę 1979, VII Acropolis 1985, VIII Improperia pro Europa na smyczki 1990)
- Koncert na fale Martenota i orkiestrę (1959)
- Alla francese na fale Martenota, smyczki i perkusję (1960)
- Octuple concerto na 8 instrumentów smyczkowych i orkiestrę (1963)
- Prélude pour la Genèse na smyczki (1967)
- Récitatif na smyczki i orkiestrę (1968)
- Koncert na organy i smyczki (1969)
- Koncert na gitarę i smyczki (1970)
- Koncert na klawesyn i smyczki (1971)
- Koncert na fortepian i smyczki (1971)
- Koncert na saksofon i smyczki (1975)
- Koncert na obój i smyczki (1975)
- Koncert na trąbkę i smyczki (1975)
- Koncert na róg i smyczki (1976)
- Koncert na wiolonczelę i smyczki (1976)
- Koncert na trąbkę i orkiestrę (1976)
- Koncert na klarnet i smyczki (1983)

### Utwory kameralne
- 2 kwartety smyczkowe (I 1955, II 1956)
- Kwintet fortepianowy (1955)
- Kwartet na fale Martenota (1958)
- Suite karnatique na fale Martenota (1958)
- Prelude and Allegro na saksofon basowy i fortepian (1959)
- Lalita na fale Martenota i perkusję (1961)
- Pour Diane na róg i fortepian (1962)
- Pour Syrinx na flet i fortepian (1962)
- Mouvement na flet, wiolonczelę i harfę (1965)
- Gavambodi 2 na saksofon i fortepian (1966)
- Pour le Kama Soutra na zespół perkusyjny (1969)
- Pour une Apsara na 2 harfy (1970)
- Esquisses na flet i fortepian (1972)
- Tu dors mais mon coeur veille na skrzypce (1974)
- Et le jour vint... na 13 instrumentów (1977)
- Vitrail pour un temps de guerre na instrumenty dęte (1982)

### Utwory fortepianowe
- Toccata (1954)
- Études karnatiques (1957–1983)

### Utwory organowe
- Messe (1964)
- Répons (1968)

### Utwory wokalno-instrumentalne
- 4 Psaumes de Toukaram na sopran i orkiestrę (1957)
- Tantum ergo na 4 głosy i orkiestrę (1962)
- oratorium La Crosaide des pastoureaux na 5 głosów solowych, chór i zespół perkusyjny (1964)
- oratorium Musique pour un Zodiaque na chór i orkiestrę (1971)
- oratorium La Genèse (1973)
- Une Voix pour une autre na 2 głosy żeńskie, flet, klarnet i perkusję (1974)
- Vitraux pour Notre-Dame na sopran lub tenora i smyczki (1975)
- Te Deum (1978)
- Prélude pour une nuit étoilée na chór, zespół instrumentów dętych i perkusję (1986)
- Le Miroir de Marie-Madeleine na sopran, głosy żeńskie i orkiestrę (1988)

### Utwory sceniczne
- balet La Femme et son ombre (1967)
- opera Béatrix de Planissolas (wyst. Aix-en-Provence 1971)